# 第115飛行隊 (イスラエル空軍)
イスラエル空軍 第115飛行隊（115 Squadron） は、イスラエル航空宇宙軍の飛行隊・アグレッサー部隊である。別名として、フライングドラゴン・スコードロン（Flying Dragon Squadron）、あるいはレッド・スコードロン（Red Squadron）とも呼ばれる。

## 歴史
第115飛行隊は、1948年の第一次中東戦争において、18機のデハビランド・ドラゴンラピードを擁する、通信・連絡および軽爆撃部隊として編成された。1954年には、第109飛行隊に隷属する、写真偵察を任務とする小部隊として再編成され、ハツェリム空軍基地の第110飛行隊から譲り受けた数機のデハビランド・モスキート PR.16を装備する偵察飛行隊となった。その後、写真偵察型に改造された数機のデハビランド・モスキート NF.30、同じく写真偵察型に改造された数機のグロスター ミーティア T.7が補充され、1956年6月には、テルノフ空軍基地を拠点とする独立した写真偵察飛行部隊となった。第115飛行隊は遠くイラクやリビア領内まで飛行偵察を行い、情報収集を行った。1956年10月の第二次中東戦争では、エジプト軍に対する情報収集で活躍を見せた。1958年になって、デハビランド・モスキートの退役に伴い第115飛行隊は解散した。ミーティアT.7は第117飛行隊に移管された。
1964年11月になって、第115飛行隊はMD450 ウーラガンを装備する攻撃部隊として、テルノフ空軍基地で再編成された。1969年になると、A-4スカイホーク攻撃機を装備する飛行隊として、消耗戦争期における軍事作戦に投入され、ヨルダン軍のレーダーサイト攻撃などを行った。その後、1970年8月にイスラエル軍がエジプト軍の砲撃基地を制圧し、消耗戦争と呼ばれる紛争期間が終わるまでの期間、115飛行隊は1000回程度の出撃をおこなった。
1972年には、新型のA-4Nスカイホーク攻撃機を装備する攻撃飛行隊となり、1973年の第四次中東戦争では、緒戦のエジプト/シリア軍による奇襲攻撃や、その後のイスラエル空軍機に対する防空網により、司令官が戦死するなど被害を出しながらも、750回以上出撃した。
その後、1970年代後半から1980年代にかけて、レバノン南部での軍事作戦（リタニ作戦、ガリラヤの平和作戦など）に従事し、1984年にはネバティム空軍基地に拠点を移して引き続き活動したが、1994年に再び解隊された。
2005年になって、第115飛行隊は、オブダ空軍基地を拠点とするアグレッサー部隊として再編成された。再編成された第115飛行隊は、同年に解散した第144飛行隊から移管されたF-16A/B Netz戦闘機、およびAH-1F Tzefa攻撃ヘリコプターを装備し、イスラエル空軍の空戦訓練で敵役として活動するだけでなく、外国の空軍の訓練にも参加している。2006年にはアメリカ合衆国のマサチューセッツ空軍州兵部隊と、2008年にはチェコ空軍と共同訓練を行った。2010年12月にはイタリア空軍のトーネードIDS攻撃機部隊がオブダ空軍基地を訪問して訓練を行い、2011年11月には再び、イスラエル空軍とイタリア空軍の共同訓練が行われた。2013年には、3回目の合同訓練が行われ、トーネードIDS、AMX爆撃機が訓練に参加した。
2013年以降、イスラエル空軍においてF-16A/Bの段階的な退役が始まった。第115飛行隊は最後までF-16Aの運用を続けた部隊となったが、2016年12月に同機の運用を停止した。この後、第115飛行隊は2017年4月より運用機種のF-16C/Dへの更新を行っている。このF-16C/Dは、2017年2月に活動停止した第110飛行隊の運用していた機体である。

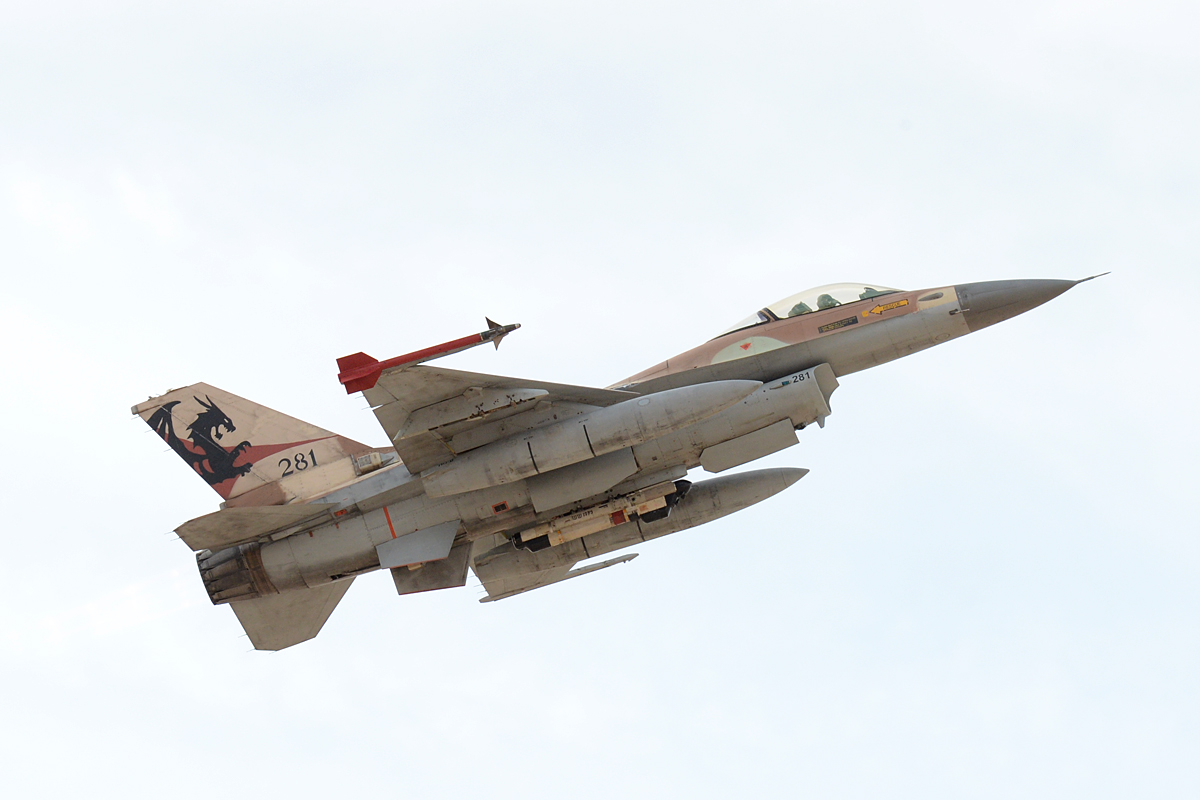
第115飛行隊のF-16A, 2013年。
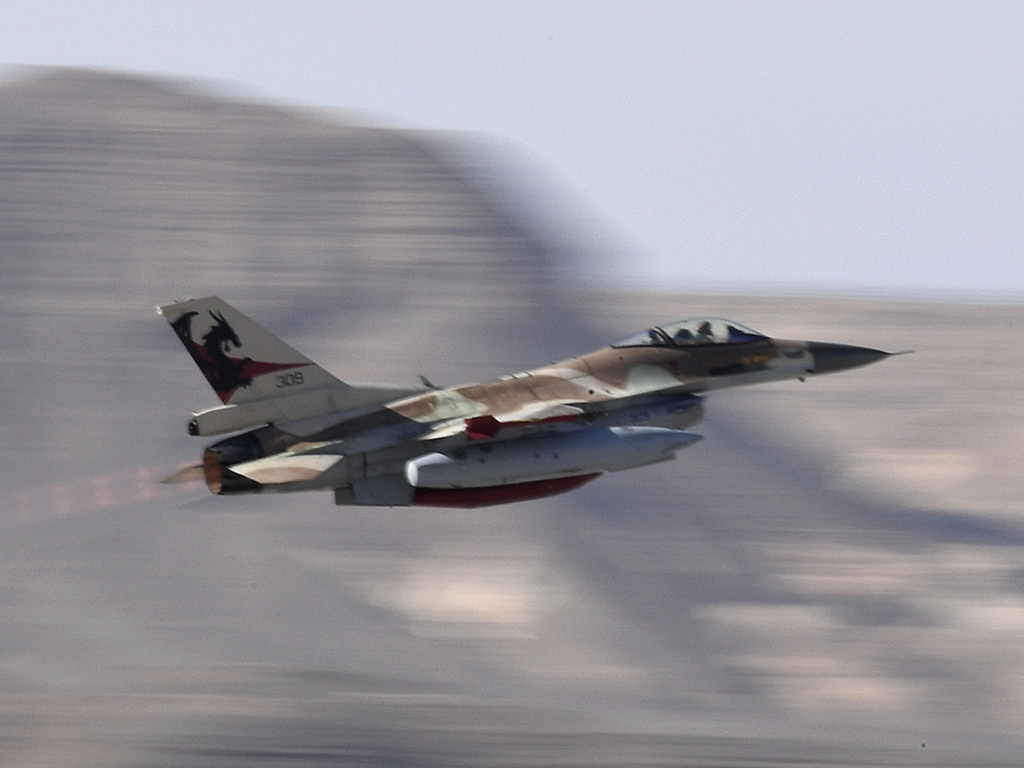
第115飛行隊のF-16C, 2017年。